# Campylaspis bulbosa
Campylaspis bulbosa är en kräftdjursart som beskrevs av Jones 1974. Campylaspis bulbosa ingår i släktet Campylaspis och familjen Nannastacidae. Inga underarter finns listade i Catalogue of Life.